# Eline Voltz
Eline Christiane Voltz, tidigare Damm, född 8 maj 1805 i Köpenhamn, död 11 februari 1874 i Christiania, var en norsk-dansk skådespelare.
Hon var dotter till skepparen Rasmus Larsen Damm och Anne Christine Nielsdatter och gifte sig 1827 med skådespelaren Emanuel Ferdinand Møller Voltz och 1849 med prästen Ove Christian Broch (1807-1865). 
Eline Voltz var 1828 engagerad vid Peder Bigums sällskap under dess turné i Norge. Hon var engagerad hos Johan Conrad Huusher i  teatern i Trondheim 1829–1830, och därefter 1830–1849 vid  Christiania Theater i Oslo, där hon blev känd för Holbergs Magdelone-roller och som sångerska de gånger teatern framförde opera.